# Angus & Cheryl
Angus y Cheryl es una serie de televisión hispano-coreana propiedad de BRB Internacional hecha por animación de 104 episodios de 2 minutos.

## Argumento
Angus y Cheryl, que evidentemente tienen problemas con el sexo opuesto, viven juntos en una casa compartida. Angus es alegre y bromista, pero Cheryl es inteligente y sabe defenderse a sí misma, de modo que a menudo crea el caos entre ellos y rivalizan completamente en todo. Pero, a la vez, se acabarán enamorando el uno del otro a pesar de sus diferencias.
En el episodio final, se llega a un final feliz entre los dos adversarios: se enredan en un columpio y sus rostros se acercan y, al final, acaban besándose, dejando la guerra de sexos y saliendo juntos.

## Personajes
Angus: Es el protagonista masculino. Es alegre e inquieto, con tendencias bromistas y muy competitivo. Su mejor amigo es Buddy y su "amienemigo" Charles. Rivaliza con Cheryl en todo por demostrar que los chicos son mejores. Está profundamente enamorado de Cheryl, aunque ha demostrado un gran interés por Amanda. Él se pone celoso si Cheryl está con otro chico. Al final Angus se enreda en el columpio junto con Cheryl, sus rostros se miran, se besan y acaban juntos como pareja.
Cheryl: Es la protagonista femenina. Tiene un carácter difícil y retorcido, aparte de tener muy mal genio; aunque es muy inteligente y buena persona. Su mejor amiga es Francine y su "amienemiga" Amanda. Rivaliza con Angus en todo por demostrar que las chicas son mejores. Está perdidamente enamorada de Angus aunque no lo admita, y es muy celosa cuando Angus está con Amanda. Al final Cheryl se enreda en el columpio junto con Angus, sus rostros se miran, se besan y acaban juntos como pareja.
Buddy: Es el mejor amigo de Angus. Siempre está a favor de él y siempre lleva un casco y una gorra de béisbol, por lo que se sobreentiende que es un gran fan del béisbol. En muchos capítulos se demuestra que está enamorado de Amanda.
Francine: Es la mejor amiga de Cheryl. Siempre está a favor de ella y va peinada con un afro de colorines y con un atuendo disco. En la serie se ve que está enamorada de Charles.
Charles: Es el "amienemigo" de Angus. A veces actúa como aliado suyo, pero otras rivaliza con él. Se sobreentiende por su atuendo y acciones que es un genio y viene de una gran familia. En la serie se ve que está enamorado de Francine.
Amanda: Es la "amienemiga" de Cheryl. A veces actúa como aliada suya, pero otras rivaliza con ella. Es muy presumida y egocéntrica. En la serie se ve que está enamorada de Buddy, aunque también le han gustado Angus y el chico con rastas.
Sr. Egg: Interpreta al mundo adulto en la serie, desde policía hasta profesor de la escuela a la que asisten los protagonistas.
Keke: Es la mascota de Angus y Cheryl, que normalmente sufre las tonterías de estos.

## Producción
Angus & Cheryl fue producida en 2007 por BRB Internacional, la tuba y el entretenimiento de Televisió de Catalunya. 
Se emitió en la CBBC en el Reino Unido el 22 de diciembre de 2008 en RTL 2. La emisión de RTL2 se repitió cinco veces para el año 2009. Desde 2010, Angus & Cheryl se muestra de forma esporádica en el programa infantil. En RTL 2 se muestran los primeros nueve episodios en diciembre de 2010. 